# يوحنان ليندنر
يوحنان ليندنر (بالعبرية: יוחנן לינדנר) (21 أبريل 1922 - 1982) طبيب وعالم إسرائيلي في علم الغدد الصماء، وأستاذ علم وظائف الأعضاء في معهد وايزمان للعلوم في  إسرائيل. 
حصل على جائزة إسرائيل في علوم الحياة في عام 1979.

## حياته
ولد هانز رودولف ليندنر عام 1922 في شتشين (التي كانت جزءا من  ألمانيا، وهي حاليا شتشيتسين في  بولندا). زفي عام 1936، عندما كان في الرابعة عشرة من عمره، غادر ألمانيا النازية مع والديه وهاجر إلى أرض إسرائيل مع شقيقه كجزء من منظمة عاليات هانوعار.
والتحق بمدرسة ميكفه إسرائيل الزراعية، وعمل بعدها كراعٍ للأغنام وسكن في موشاف بيت يتسحاق. وفي حرب الاستقلال، سقط شقيقه الأكبر أرييه  في عام 1950،  وبعد الحرب، سافر ليندنر إلى سيدني في  أستراليا لدراسة الطب البيطري. تخرج بمرتبة الشرف، وحصل على منحة للدراسة في جامعة كامبريدج في  المملكة المتحدة، حيث درس العلوم الطبية (الكيمياء الحيوية وعلم وظائف الأعضاء)، وتخصص في علم الغدد الصماء وبيولوجيا التكاثر. وبعد حصوله على الدكتوراه من كامبريدج، عاد إلى أستراليا بسبب التزام مسبق لعدد من السنوات، وعمل هناك كباحث أول في قسم علم وظائف الأعضاء في منظمة الكومنولث للبحوث العلمية والصناعية في سيدني، حيث ركز على أبحاث الاستروجين النباتي.
في عام 1964، عاد ليندنر إلى  إسرائيل وقُبل كباحث في قسم الديناميكا الحيوية في معهد وايزمان للعلوم. وبعد عام تمت ترقيته إلى أستاذ مساعد، وبعد أن أصبح أستاذًا زائرًا في جامعة كورنيل في الولايات المتحدة، تم تعيينه رئيسًا للقسم في عام 1968  (وغير اسمه إلى قسم أبحاث الهرمونات). وشغل مناصب إدارية أخرى: عميد كلية الأحياء، رئيس لجنة النهوض بالعلماء وعضو اللجنة الاستشارية لرئيس المعهد. بالإضافة إلى ذلك، كان ليندنر عضوًا في مجلس أمناء مستشفى هداسا وشغل منصب رئيس جمعية الغدد الصماء الإسرائيلية (1973-1978).
نشر ليندنر مئات الأوراق العلمية. وحصل على العديد من الجوائز: جائزة زونديك في علم الغدد الصماء (1972)، وجائزة إسرائيل في علوم الحياة (1979) وجائزة روتشيلد في علم الأحياء (1982)، وانتخب عضواً في الأكاديمية الإسرائيلية للعلوم (1972 - 1979). 